# 센랍미우체

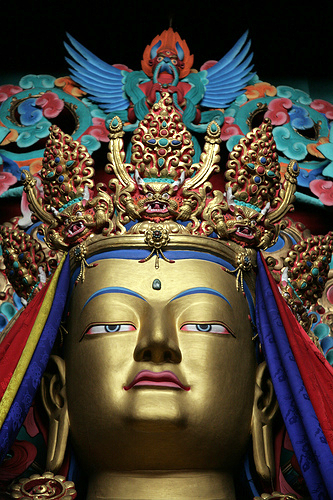
센랍미우체

센랍미우체(སྟོན་པ་གཤེན་རབ།)는 티베트 뵌뽀의 창시자이다. 13살 때 귀신에게 납치당했다가 13년 뒤 다시 세상에 나타났는데, 원반을 타고 하늘을 날아 하늘사다리를 타고 캉린포체 정상으로 내려왔다. 이때 가슴에 만(卍)자가 새겨져 있었다. 다시 나타난 센랍미우체는 초능력자였고, 죽은 사람도 살려 낼 수 있었다고 한다. 여러 제자를 가르쳐 뵌뽀 무당이 되게 했고, 50살 때 캉린포체 정상에서 온몸이 무지개빛으로 변하며 하늘로 올라갔다고 한다.